# Bostaera bolivari
Bostaera bolivari är en insektsart som först beskrevs av Melichar 1901.  Bostaera bolivari ingår i släktet Bostaera och familjen sporrstritar. Inga underarter finns listade i Catalogue of Life.